# ハリー・ベラフォンテ

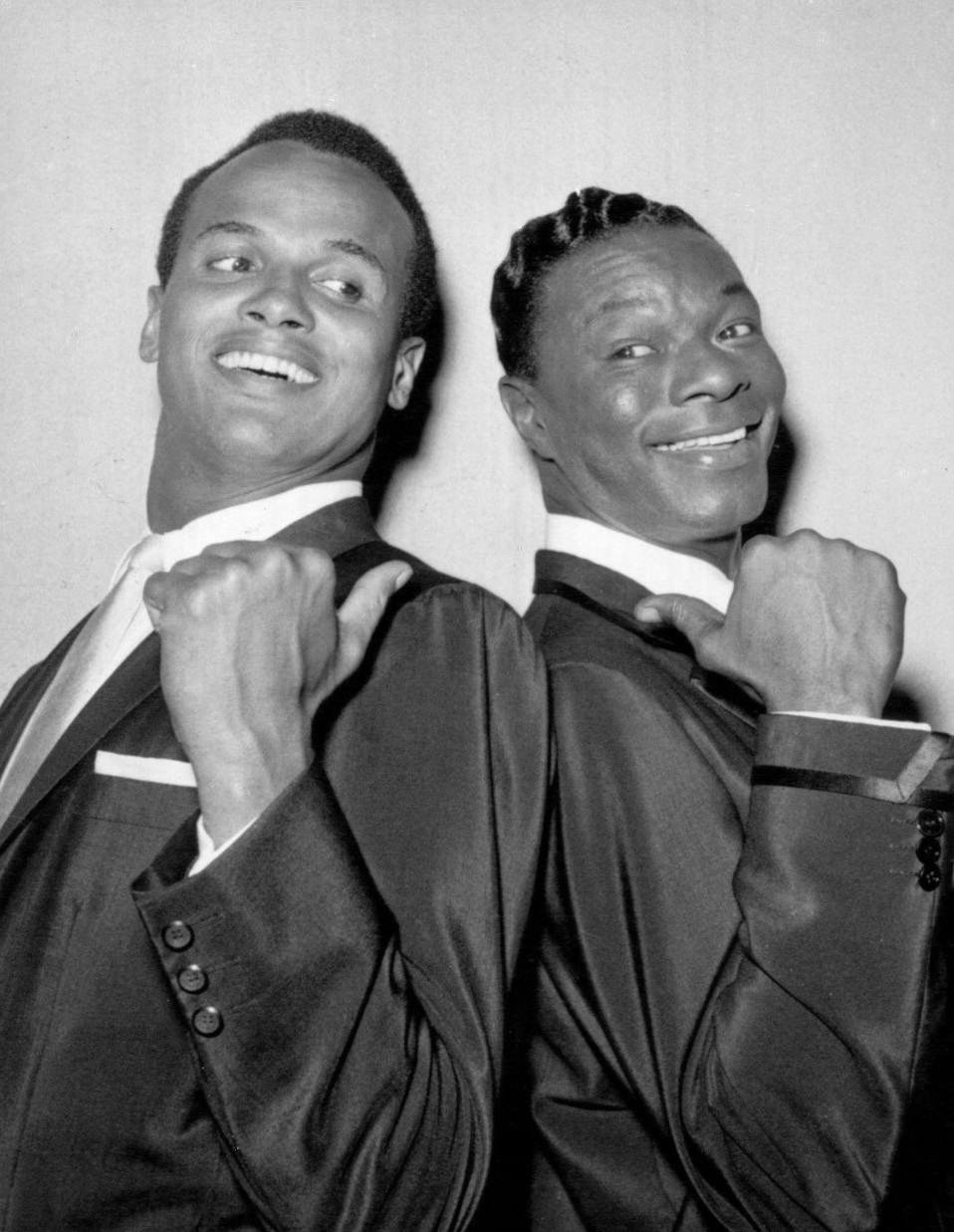
Belafonte with Nat King Cole in 1957

ハリー・ベラフォンテ（Harry Belafonte、1927年3月1日 - 2023年4月25日）は、アメリカ合衆国の歌手、俳優、社会活動家。「バナナ・ボート」などのヒット曲やアフリカ支援のチャリティソング「ウィ・アー・ザ・ワールド」の制作にも携わる。「USAフォー・アフリカ」の提唱者として知られる。

## 来歴・人物

### 「バナナ・ボート」
ニューヨーク市ハーレム生まれ。父親は仏領マルティニーク系黒人、母はジャマイカ系である。1956年に「バナナ・ボート」が世界的な大ヒットとなり、アルバム『カリプソ』も当時としては珍しいミリオンセラーを記録し、一躍スターとなった。
「バナナ・ボート」はジャマイカの労働者がバナナを船に積み込むときに歌う労働歌を元に作られた曲で、"Day-o, Day-ay-ay-o ・・・ Day, me say day, me say day, me say day Me say day, me say day-ay-ay-o・・・"。という掛け声が特徴的。この掛け声の語感のコミカルさから、日本でも浜村美智子や江利チエミのカバーバージョンがヒットした。またその後も「マティルダ」や「ダニー・ボーイ」などの世界的なヒット曲を連発した。
ベラフォンテのコンサートを観た三島由紀夫は、「ベラフォンテがどんなにすばらしいかは、舞台を見なければ、本当のところはわからない。ここには熱帯の太陽があり、カリブ海の貿易風があり、ドレイたちの悲痛な歴史があり、力と陽気さと同時に繊細さと悲哀があり、素朴な人間の魂のありのままの表示がある。そして舞台の上のベラフォンテは、まさしく太陽のやうにかがやいてゐる。（中略）歌はれる歌には、リフレインが多い。全編ほとんどリフレインといふやうな歌がある。これは民謡的特色だが、同時に呪術的特色でもある。わづかなバリエーションを伴ひながら『夏はもうあらかた過ぎた』（ダーン・レイド・アラウンド）とか『夜ごと日の沈むとき』（スザンヌ）とかいふ詩句が、彼の甘いしはがれた声で、何度となくくりかへされると、われわれは、ベラフォンテの特色である、暗い粘つこい叙情の中へ、だんだんにひき入れられる。声が褐色の幅広いリボンのやうにひらめく。われわれは、もうその声のほかには、世界中に何も聞かないのである。（中略）（私は）『バナナ・ボート』や、たのしい『ラ・バンバ』をことに愛する」と、その歌声を絶賛した。
2023年4月25日、うっ血性心不全のため、マンハッタン・アッパーウエストサイドにある自宅にて死去、96歳没。

### 社会活動
日本でもよく知られているように、ベラフォンテはアメリカのフォークリヴァイヴァル運動を支えた一人であり、多くの民謡を取り上げた。また、演奏するフォークソングなどの楽曲には核兵器、人種差別や戦争に対するプロテスト（抗議）を込めたものが多く、音楽を越えて公民権運動、ベトナム戦争反核運動に積極的に携わっている。
またハリーは自身のテレビ番組のプロデューサーとして、1960年に黒人では初めてエミー賞を受賞した。以降は財団を設立して黒人の地位向上のために力を注ぎ、公民権運動に積極的に関わるなど、音楽よりも社会活動家として活躍するようになる。1963年には、アラバマ州のバーミングハム市でバーミングハム運動中の運動家キング牧師が投獄されたことを受け、保釈金を用意して彼を保釈させている。

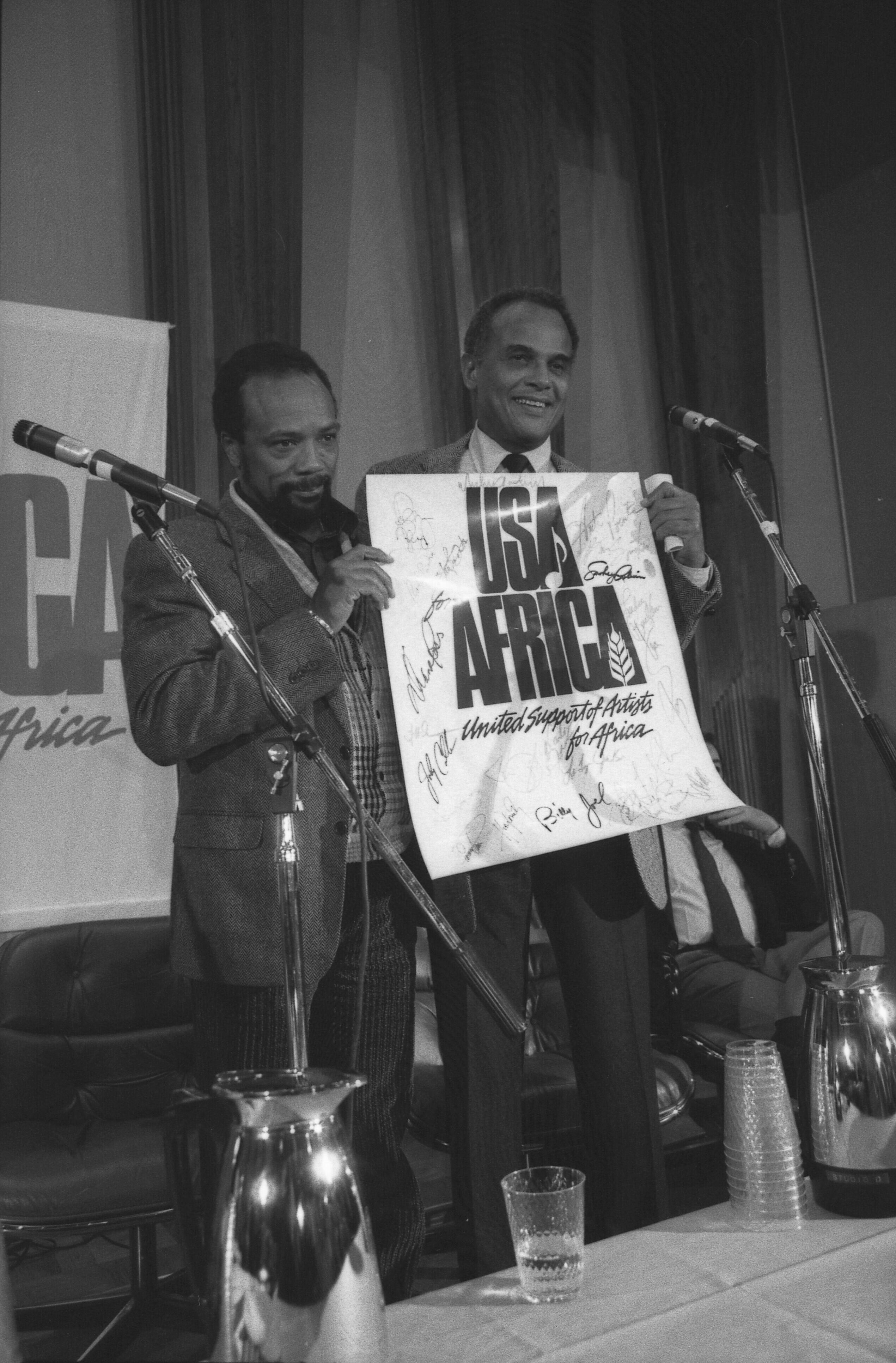
USAフォー・アフリカ提唱者のハリー・ベラフォンテ（右）と、クインシー・ジョーンズ

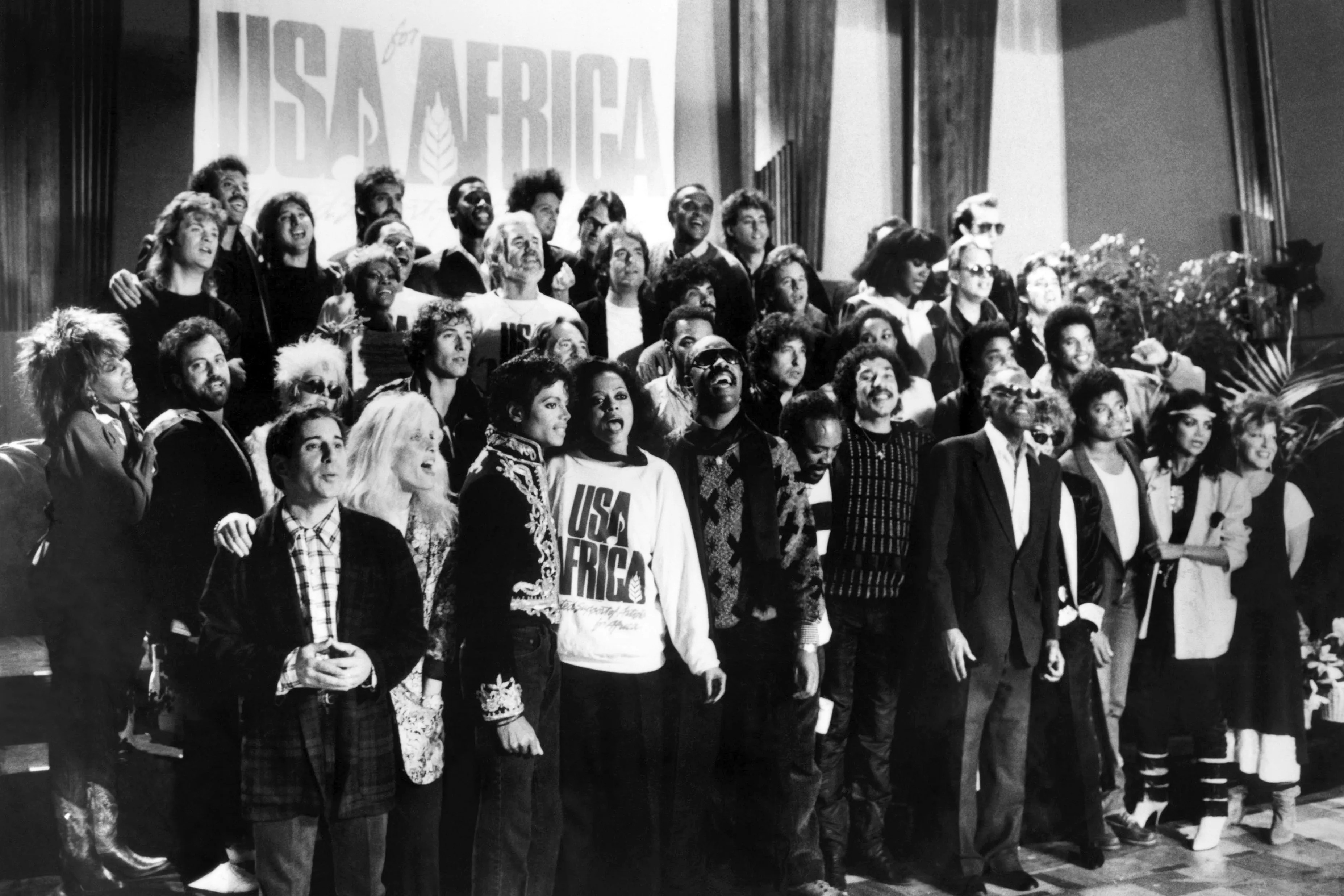
USA For Africa supergroup, featuring all musicians in a promotional photo.

1985年には「USAフォー・アフリカ」の提唱者として、アフリカの飢餓救済のために、マイケル・ジャクソンやブルース・スプリングスティーン、スティービー・ワンダーやシンディ・ローパーなどのアメリカのスーパースターたちを集結させ、ウィ・アー・ザ・ワールドを発表。
反体制的な過激な発言で物議をかもすことがたびたびあった。かつてはマッカーシズムによる赤狩りに巻き込まれ、「ハリウッド・ブラックリスト」に名前を連ねる事にもなった。最近ではジョージ・ウォーカー・ブッシュ政権の黒人閣僚であるコリン・パウエルやコンドリーザ・ライスのことを「白人の主人に媚びる奴隷」と痛烈に批判。また2006年には反米色を強めるベネズエラのウゴ・チャベス大統領のもとに訪問し、「世界中にいかなる暴君がいようともブッシュこそ最大のテロリストだ」と意見を述べて大きな反響を呼んでいる。
また、共産主義者と批判されているが、後年に発売された回想録ではマルクス・レーニン主義を嫌悪している記述が残されている。

### 俳優
一方、俳優としても活躍し、多くの作品に出演している。2006年には、エミリオ・エステヴェス監督の映画『ボビー』で、老いに悩むホテルの元ドアマンを演じた。ちなみに、この作品で重要な意味合いを持つキング牧師、ロバート・ケネディとは個人的にも親交があった。

## 主なヒット曲
- 「バナナ・ボート」
- 「マティルダ」
- 「ダニー・ボーイ」
- 「ママ・ルック・ア・ブーブー」
- 「恋のベネズエラ」
- 「ウィ・アー・ザ・ワールド」
- 「ハヴァナギラ」
- 「日のあたる島」
- 「さらばジャマイカ」

## 主な出演作品
- カルメン Carmen Jones（1954）
- 日のあたる島 Island in the Sun（1957）
- 拳銃の報酬 Odds Against Tomorrow（1959）
- 地球全滅 The World, The Flesh and The Devil（1959）
- さまよえる天使 The Angel Levine（1970）
- ブラック・ライダー Buck and the Preacher（1972）
- STARS／ウィ・アー・ザ・ワールド Stars We are the World（1985）
- ザ・プレイヤー The Player（1992）
- プレタポルテ Prêt-à-Porter（1994）
- カンザス・シティ Kansas City（1996）
- ボビー Bobby（2006）
- ブラック・クランズマン BlacKkKlansman（2018）

## 日本公演
1960年
　 7月14日 - 21日 サンケイホール
1976年
8月2日 - 5日 東京厚生年金会館
1979年
6月29日・30日 中野サンプラザ、7月4日 NHKホール、5日・6日 フェスティバルホール、7日 石川厚生年金会館、9日 京都会館、10日 名古屋市公会堂、11日 神奈川県立県民ホール、12日 函館市体育館